# ルーカス・ラデベ
ルーカス・ラデベ（Lucas Radebe, 1969年4月12日 - ）は、南アフリカ共和国出身の元サッカー選手。ポジションは主にディフェンダー。

## 経歴

### プロ入り前
ラデベはヨハネスブルグ近郊のソウェトで11人兄妹の1人として生まれた。15歳のときにソウェトまでおよんできたアパルトヘイトの波から逃れるため、両親によってボプタツワナのバントゥースタンへ送られた。ここでラデベはゴールキーパーとしてサッカーを始め、自活して忙しい毎日を過ごした。

### プロ入り後
1989年にミッドフィールダーとしてカイザー・チーフスFCに入団し、レギュラーの座を射止めて活躍したが、1991年に路上を歩いているところを銃撃され、幸い大事には至らなかったものの、動機については謎のままである。ラデベ本人は、「僕が他のチームヘ移籍するのを妨げるためだったんだろう」と信じている。
前述の銃撃事件も影響し、1994年にフィル・マシンガと共にリーズ・ユナイテッドAFCへ移籍した。移籍金は250,000ポンドと格安のものだった。
リーズでラデベはスタープレイヤーに成長し、ファンからも「ザ・チーフ」の愛称で親しまれた。また、その統率力とアビリティーが認められ、1998-99シーズンではキャプテンに就任した。
キャプテンとしてラデベはリーズにの上位進出に貢献した。フォーディナンド・ウッドゲート・キューウェル・スミス・ボウヤーなどなどの個性豊かな若手実力者を束ね、1998-99シーズンは4位で終えて翌年のUEFAカップの出場権を獲得した。また、1999-2000シーズンでは3位に食い込み、UEFAチャンピオンズリーグの出場権を獲得した。2000-01シーズンのUEFAチャンピオンズリーグではベスト4に進出する快挙を成し遂げたが、2000年に負った膝と足首の怪我で2年間まともにプレーできず、以降も怪我を繰り返して2005年に引退した。引退試合はリーズのホームスタジアムであるエランド・ロードで行われ、多くの選手たちが駆けつけた。
ラデベはリーズで3得点を上げているもののどれもカップ戦での得点である。ファーストゴールは1997-98シーズンFAカップでのオックスフォード・ユナイテッドFC戦においてで、2点目と3点目はUEFAカップ1999-2000で、それぞれパルチザン・ベオグラード戦とスパルタク・モスクワ戦においてである。

### 代表
ラデベの代表デビューは1992年7月7日のカメルーン戦で、4年後のアフリカネイションズカップ1996では優勝に貢献した。1998 FIFAワールドカップではフィリップ・トルシエ監督、2002 FIFAワールドカップはカルロス・ケイロス監督のもとで、キャプテンとして出場を果たした。

## エピソード
- リーズ在籍中にマンチェスター・ユナイテッドやACミランへ移籍する機会があったが、リーズへの愛情から残留を選んだ。ラデベの功績を称え、エランド・ロードには彼の名がついた入り口がある。
- ネルソン・マンデラとも親しく、リーズを訪れた際には彼が「ラデベは私のヒーローだ」とコメントしている。
- プロゴルファーのゲーリー・プレーヤーとも親交があり、しばしチャリティーゴルフを共に開催する。
- 2008年12月にジムで倒れ、心臓の治療を受けた。

## 代表歴

### 出場大会
- 南アフリカ代表
  - 1998 FIFAワールドカップ
  - 2002 FIFAワールドカップ

### 試合数
- 国際Aマッチ 70試合 2得点（1992年-2003年）[1]

| 南アフリカ代表 | 国際Aマッチ | 国際Aマッチ |
| 年             | 出場        | 得点        |
| -------------- | ----------- | ----------- |
| 1992           | 5           | 0           |
| 1993           | 5           | 0           |
| 1994           | 5           | 0           |
| 1995           | 0           | 0           |
| 1996           | 9           | 0           |
| 1997           | 11          | 1           |
| 1998           | 13          | 0           |
| 1999           | 7           | 0           |
| 2000           | 7           | 0           |
| 2001           | 1           | 0           |
| 2002           | 6           | 1           |
| 2003           | 1           | 0           |
| 通算           | 70          | 2           |